# Nico Bouvy
Nico Bouvy, född 11 juli 1892 i Banda Neira, död 14 juni 1957 i Den Haag, var en nederländsk fotbollsspelare.
Bouvy blev olympisk bronsmedaljör i fotboll vid sommarspelen 1912 i Stockholm.